# 91.ª edición de los Premios Óscar
La 91.ª edición de los Óscar premió a las mejores películas de 2018. Organizada por la Academia de Artes y Ciencias Cinematográficas, tuvo lugar en el Dolby Theatre de Los Ángeles (Estados Unidos) el 24 de febrero de 2019. 
Durante la ceremonia se entregaron los Premios de la Academia (popularmente conocidos como los «Óscar») en 24 categorías. Fue televisada en Estados Unidos por la ABC, producida por Donna Gigliotti y Glenn Weiss.

## Programa
| Fecha                 | Evento                            |
| --------------------- | --------------------------------- |
| 22 de enero de 2019   | Anuncio de los nominados          |
| 12 de febrero de 2019 | Comienzo de la votación final     |
| 19 de febrero de 2019 | Finalización de la votación final |
| 24 de febrero de 2019 | 91.ª Entrega de los Premios Óscar |

## Nominados

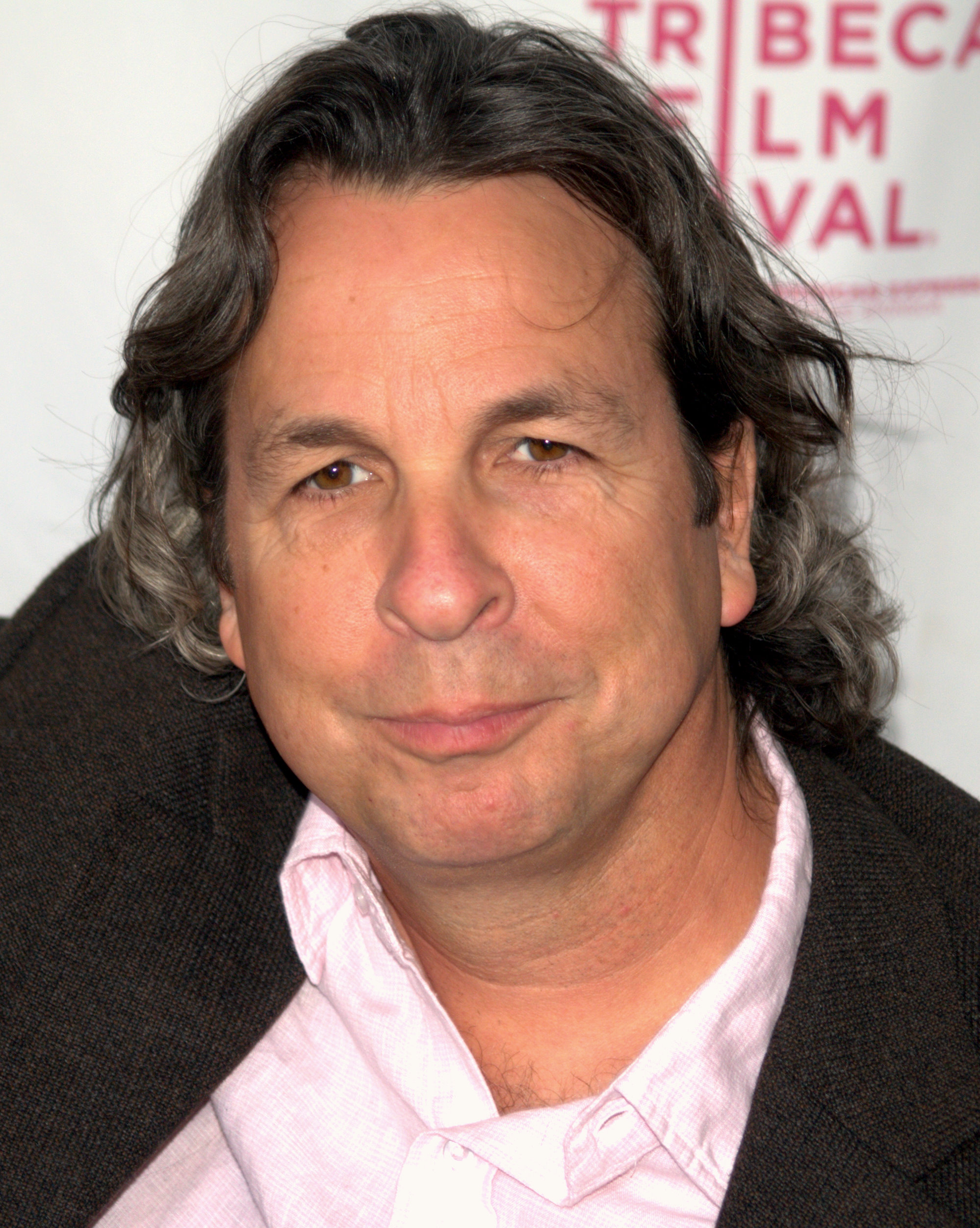
Peter Farrelly fue el ganador de dos premios Óscar, por mejor película y mejor guion original por Green Book.

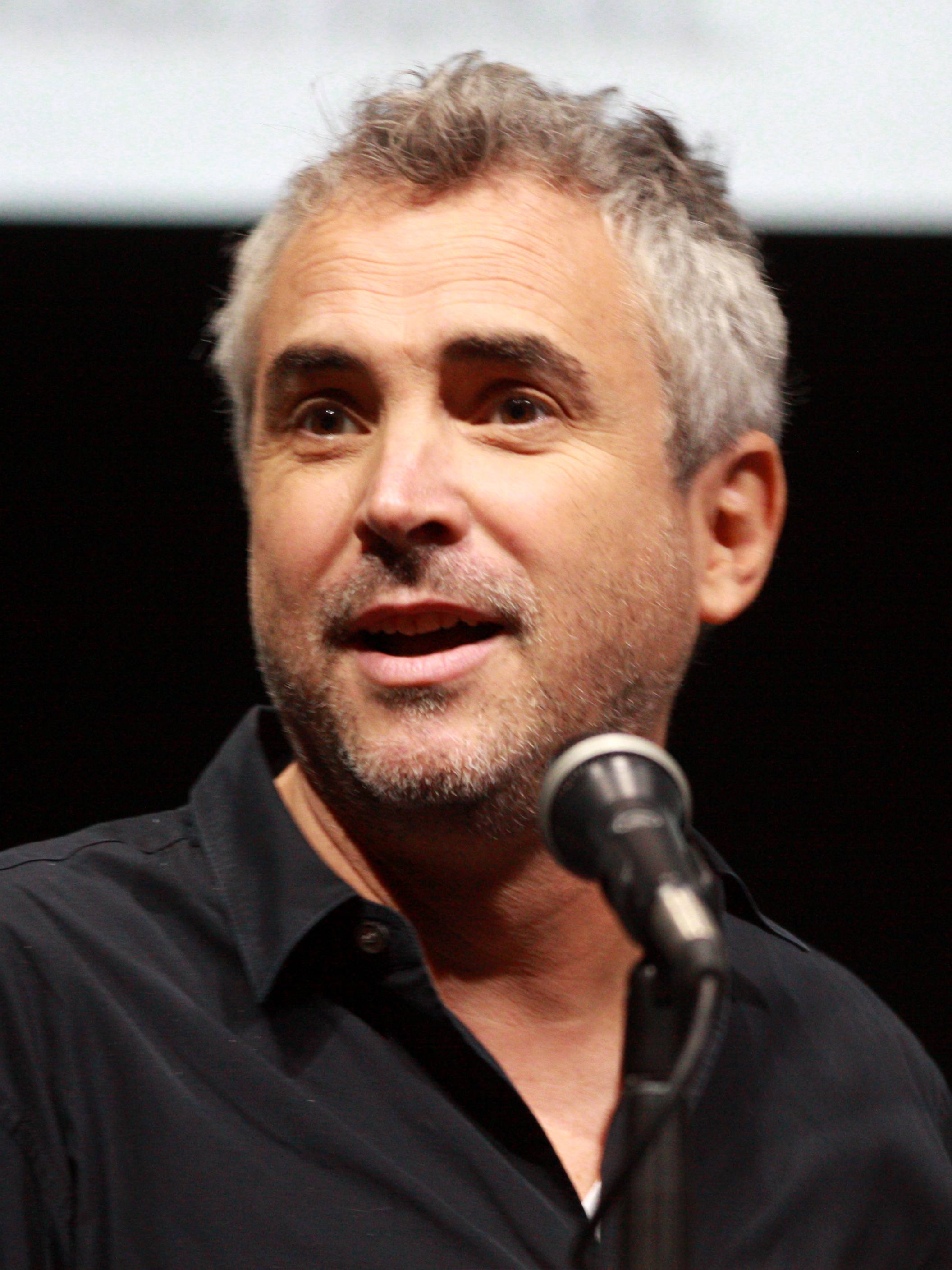
Alfonso Cuarón fue el ganador de tres Óscar por mejor director, mejor fotografía y mejor película de habla no inglesa por Roma.

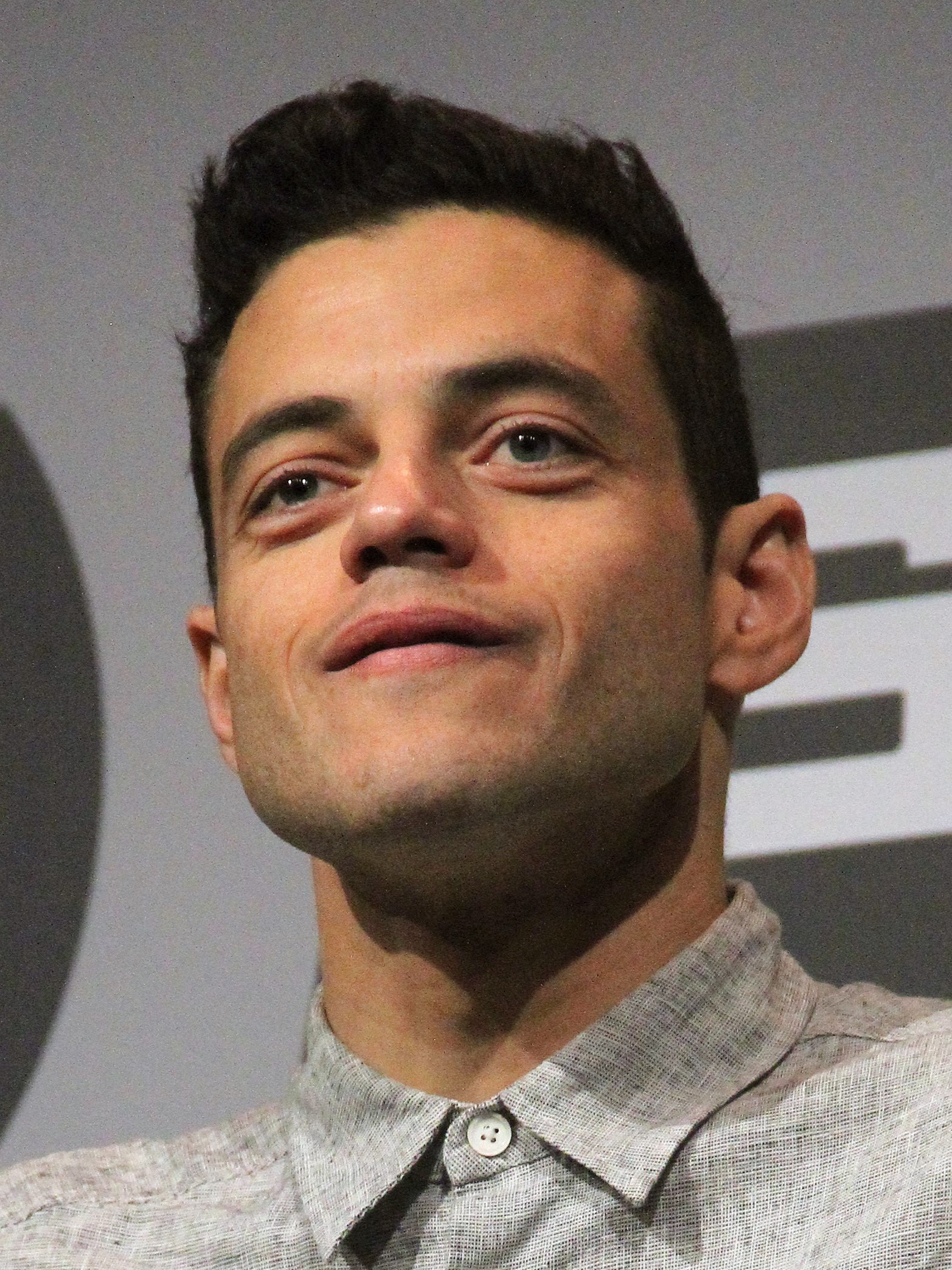
Rami Malek fue el ganador del Óscar al mejor actor por Bohemian Rhapsody.

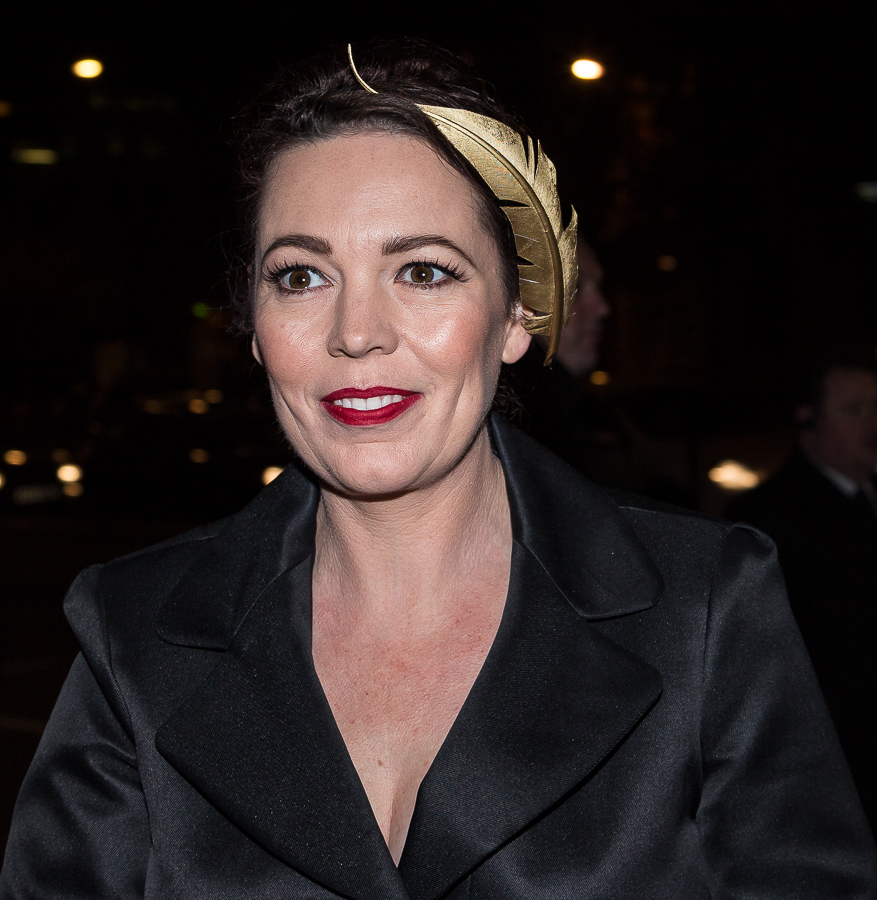
Olivia Colman fue la ganadora del Óscar a la mejor actriz por La Favorita.

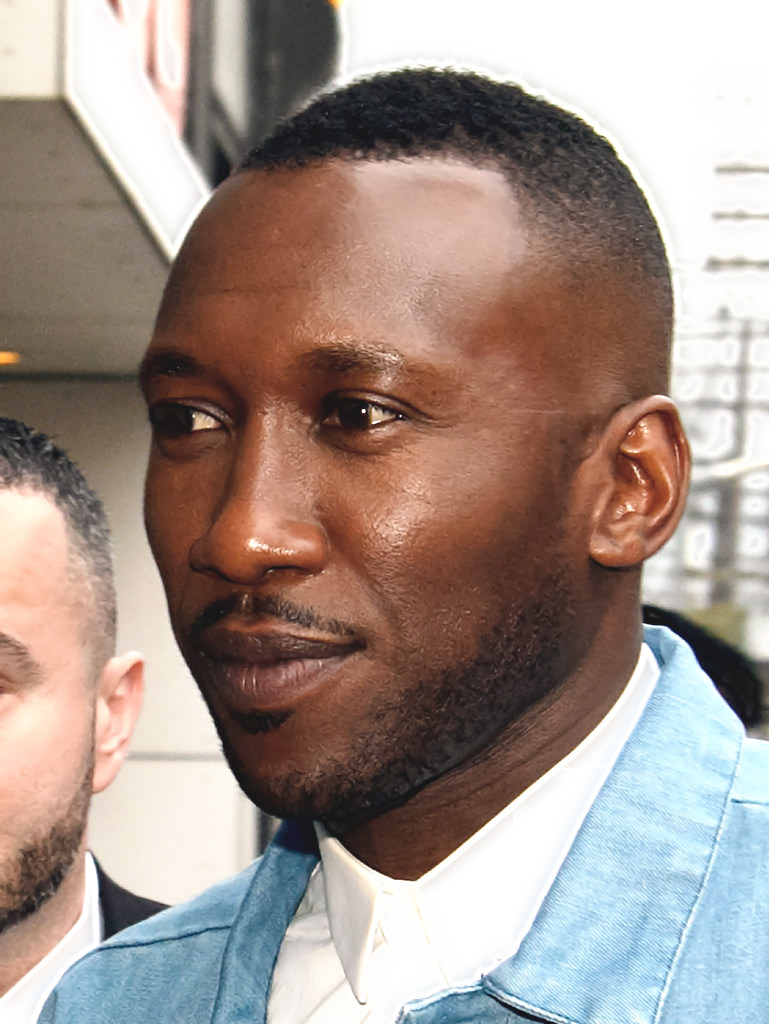
Mahershala Ali gana por segunda vez el Óscar al Mejor actor de reparto por Green Book.

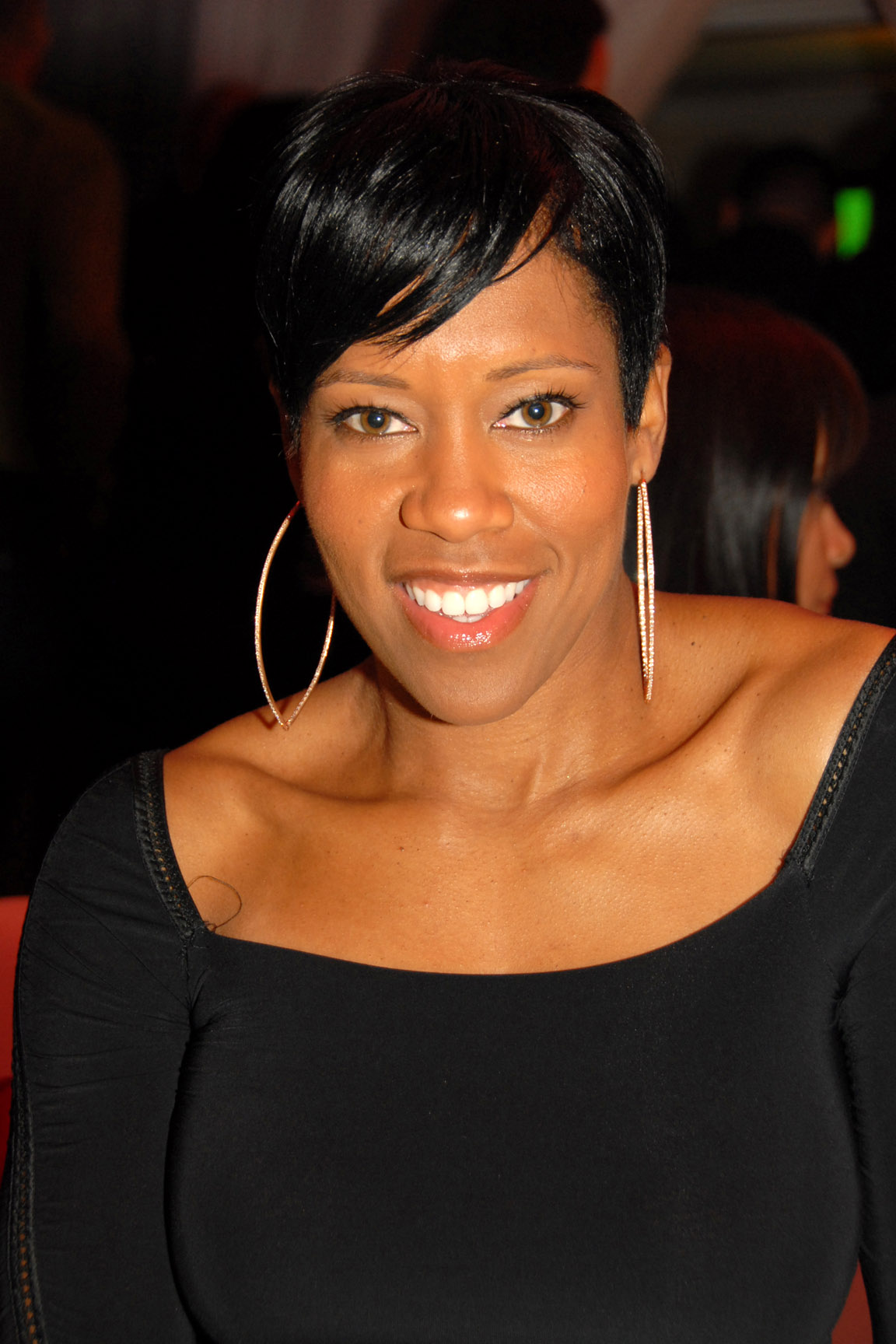
Regina King fue la ganadora del Óscar a la mejor actriz de reparto por If Beale Street Could Talk.

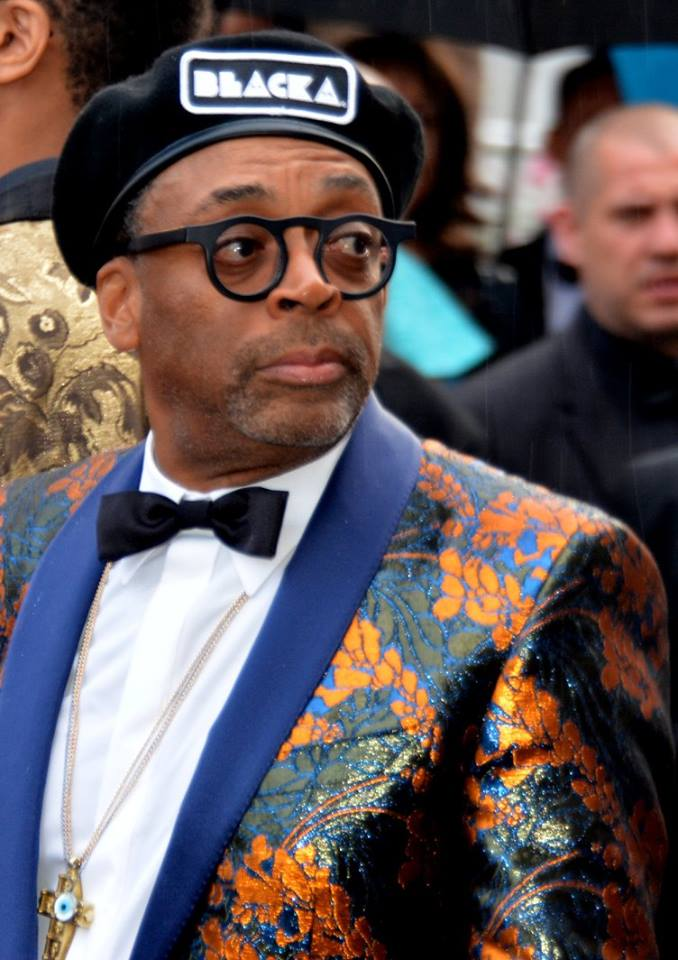
Spike Lee fue el ganador del Óscar al mejor guion adaptado por BlacKkKlansman.

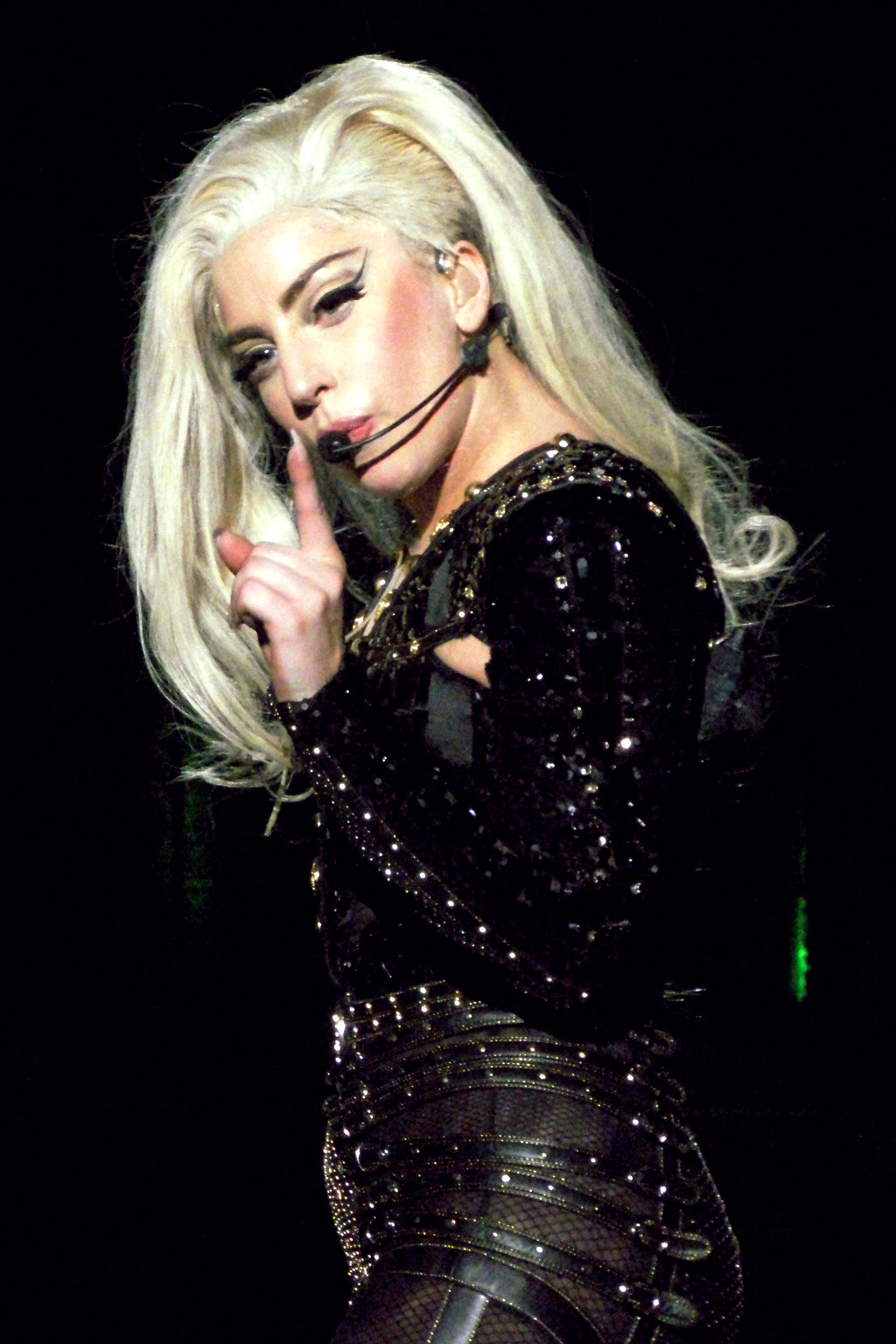
Lady Gaga fue la ganadora del Óscar a la mejor canción original por el tema Shallow para la película A Star Is Born.

El 22 de enero del 2019, la actriz Tracee Ellis Ross y el actor Kumail Nanjiani anunciaron, desde el Samuel Goldwyn Theater de Los Ángeles, los nominados a los 91.° Premios Óscar. Las películas Roma y La Favorita encabezaron la lista con diez nominaciones, seguidas de A Star Is Born y Vice con ocho.
 Indica el ganador dentro de cada categoría, mostrado al principio y resaltado en negritas. A continuación se listan los nominados y ganadores:
| Mejor película Presentado por: Julia Roberts - Green Book — Jim Burke, Charles B. Wessler, Brian Hayes Currie, Peter Farrelly y Nick Vallelonga - Black Panther — Kevin Feige - BlacKkKlansman (Infiltrado en el KKKlan) — Sean McKittrick, Jason Blum, Raymond Mansfield, Jordan Peele y Spike Lee - Bohemian Rhapsody — Graham King - The Favourite (La Favorita) — Ceci Dempsey, Ed Guiney, Lee Magiday y Yorgos Lanthimos - Roma — Gabriela Rodríguez y Alfonso Cuarón - A Star Is Born (Ha nacido una estrella) — Bill Gerber, Bradley Cooper y Lynette Howell Taylor - Vice (El vicio del poder) — Dede Gardner, Jeremy Kleiner, Adam McKay y Kevin J. Messick | Mejor director Presentado por: Guillermo del Toro - Alfonso Cuarón – Roma - Spike Lee – BlacKkKlansman (Infiltrado en el KKKlan) - Paweł Pawlikowski – Cold War - Yorgos Lanthimos – The Favourite (La Favorita) - Adam McKay – Vice (El vicio del poder) |
| Mejor actor Presentado por: Allison Janney y Gary Oldman - Rami Malek – Bohemian Rhapsody como Freddie Mercury - Christian Bale – Vice (El vicio del poder) como Dick Cheney - Bradley Cooper – A Star Is Born (Ha nacido una estrella) como Jackson "Jack" Maine - Willem Dafoe – At Eternity's Gate (Van Gogh, a las puertas de la eternidad) como Vincent van Gogh - Viggo Mortensen – Green Book como Frank "Tony Lip" Vallelonga | Mejor actriz Presentado por: Frances McDormand y Sam Rockwell - Olivia Colman – La Favorita, como Ana de Gran Bretaña - Yalitza Aparicio – Roma como Cleodegaria "Cleo" Gutiérrez - Glenn Close – The Wife (La buena esposa) como Joan Castleman - Lady Gaga – A Star Is Born (Ha nacido una estrella) como Ally Maine - Melissa McCarthy – Can You Ever Forgive Me? (¿Podrás perdonarme algún día?) como Lee Israel |
| Mejor actor de reparto Presentado por: Daniel Craig y Charlize Theron - Mahershala Ali – Green Book como Don Shirley - Adam Driver – BlacKkKlansman (Infiltrado en el KKKlan) como Philip Zimmerman - Sam Elliott – A Star Is Born (Ha nacido una estrella) como Bobby Maine - Richard E. Grant – Can You Ever Forgive Me? (¿Podrás perdonarme algún día?) como Jack Hock - Sam Rockwell – Vice (El vicio del poder) como George W. Bush | Mejor actriz de reparto Presentado por: Tina Fey, Amy Poehler y Maya Rudolph - Regina King – If Beale Street Could Talk (El blues de Beale Street) como Sharon Rivers - Amy Adams – Vice (El vicio del poder) como Lynne Cheney - Marina de Tavira – Roma como Sofia - Emma Stone – The Favourite (La Favorita) como Abigail Masham, Baronesa Masham - Rachel Weisz – The Favourite (La Favorita) como Sarah Churchill, Duquesa de Marlborough |
| Mejor guion original Presentado por: Samuel L. Jackson y Brie Larson - Green Book – Nick Vallelonga, Brian Currie y Peter Farrelly - The Favourite (La Favorita) – Deborah Davis y Tony McNamara - First Reformed (El reverendo) – Paul Schrader - Roma – Alfonso Cuarón - Vice (El vicio del poder) – Adam McKay | Mejor guion adaptado Presentado por: Samuel L. Jackson y Brie Larson - BlacKkKlansman (Infiltrado en el KKKlan) – Charlie Wachtel, David Rabinowitz, Kevin Willmott y Spike Lee basado en el libro de memorias Black Klansman de Ron Stallworth - The Ballad of Buster Scruggs (La balada de Buster Scruggs) – Joel Coen e Ethan Coen basado en el relato All Gold Canyon de Jack London - Can You Ever Forgive Me? (¿Podrás perdonarme algún día?) – Nicole Holofcener y Jeff Whitty basado en el libro de memorias del mismo nombre de Lee Israel - If Beale Street Could Talk (El blues de Beale Street) – Barry Jenkins basado en la novela del mismo nombre de James Baldwin - A Star Is Born (Ha nacido una estrella) – Eric Roth, Bradley Cooper y Will Fetters basado en el guion de 1937 escrito por William A. Wellman, Robert Carson, Dorothy Parker y Alan Campbell |
| Mejor película de animación Presentado por: Pharrell Williams y Michelle Yeoh - Spider-Man: Into the Spider-Verse (Spider-Man: Un nuevo universo) – Bob Persichetti, Peter Ramsey, Rodney Rothman, Phil Lord y Christopher Miller - Incredibles 2 (Los Increíbles 2) – Brad Bird, John Walker y Nicole Paradis Grindle - Isle of Dogs (Isla de perros) – Wes Anderson, Scott Rudin, Steven Rales y Jeremy Dawson - Mirai no Mirai (Mirai, mi hermana pequeña) – Mamoru Hosoda y Yūichirō Saitō - Ralph Breaks the Internet (Ralph rompe Internet) – Rich Moore, Phil Johnston y Clark Spencer                                                                        | Mejor película de habla no inglesa Presentado por: Javier Bardem y Angela Bassett - Roma (México) — Alfonso Cuarón - Cafarnaúm (Líbano) — Nadine Labaki - Cold War (Polonia) — Paweł Pawlikowski - Werk ohne Autor (La sombra del pasado) (Alemania) — Florian Henckel von Donnersmarck - Manbiki Kazoku (Un asunto de familia) (Japón) — Hirokazu Koreeda |
| Mejor documental largo Presentado por: Helen Mirren y Jason Momoa - Free Solo – Elizabeth Chai Vasarhelyi, Jimmy Chin, Evan Hayes y Shannon Dill - Hale County This Morning, This Evening – RaMell Ross, Joslyn Barnes y Su Kim - Minding the Gap – Bing Liu y Diane Quon - Of Fathers and Sons – Takal Derki, Ansgar Frerich, Eva Kemme y Tobias N. Siebert - RBG – Betsy West y Julie Cohen | Mejor documental corto Presentado por: Awkwafina y John Mulaney - Period. End of Sentence. — Rayka Zehtabchi - Black Sheep — Ed Perkins - End Game — Rob Epstein y Jeffrey Friedman - Lifeboat — Skye Fitzgerald - A Night at the Garden — Marshall Curry |
| Mejor cortometraje Presentado por: Kiki Layne y Krysten Ritter - Skin — Guy Nattiv y Jaime Ray Newman - Detainment – Vincent Lambe y Darren Mahon - Fauve – Jeremy Comte y Maria Gracia Turgeon - Marguerite – Marianne Farley y Marie-Hélène Panisset - Madre– Rodrigo Sorogoyen y María del Puy Alvarado | Mejor cortometraje animado Presentado por: Awkwafina y John Mulaney - Bao – Domee Shi y Becky Neiman-Cobb - Animal Behaviour – Alison Snowden y David Fine - Late Afternoon – Louise Bagnall y Nuria González Blanco - One Small Step – Andrew Chesworth y Bobby Pontillas - Weekends – Trevor Jimenez |
| Mejor banda sonora Presentado por: Michael B. Jordan y Tessa Thompson - Black Panther – Ludwig Göransson - BlacKkKlansman (Infiltrado en el KKKlan) – Terence Blanchard - If Beale Street Could Talk (El blues de Beale Street) – Nicholas Britell - Isle of Dogs (Isla de perros) – Alexandre Desplat - Mary Poppins Returns (El regreso de Mary Poppins) – Marc Shaiman | Mejor canción original Presentado por: Chadwick Boseman y Constance Wu - «Shallow» de A Star Is Born (Ha nacido una estrella) – Letra y música: Lady Gaga, Mark Ronson, Anthony Rossomando y Andrew Wyatt - «All the Stars» de Black Panther – Música: Mark Spears, Kendrick Lamar Duckworth y Anthony Tiffith; Letra: Kendrick Lamar Duckworth, Anthony Tiffith y Solána Rowe - «I'll Fight» de RBG – Letra y música: Diane Warren - «The Place Where Lost Things Go» de Mary Poppins Returns (El regreso de Mary Poppins) – Letra y música: Marc Shaiman y Scott Wittman - «When A Cowboy Trades His Spurs For Wings» de The Ballad of Buster Scruggs (La balada de Buster Scruggs) – Letra y música: David Rawlings y Gillian Welch |
| Mejor edición de sonido Presentado por: Danai Gurira y James McAvoy - Bohemian Rhapsody – John Warhurst y Nina Hartstone - Black Panther – Benjamin A. Burtt y Steve Boeddeker - First Man – Ai-Ling Lee y Mildred Iatrou Morgan - A Quiet Place (Un lugar tranquilo) – Ethan Van der Ryn y Erik Aadahl - Roma – Sergio Díaz y Skip Lievsay | Mejor sonido Presentado por: Danai Gurira y James McAvoy - Bohemian Rhapsody – Paul Massey, Tim Cavagin y John Casali - Black Panther – Steve Boeddeker, Brandon Proctor y Peter Devlin - First Man – Jon Taylor, Frank A. Montaño, Ai-Ling Lee y Mary H. Ellis - Roma – Skip Lievsay, Craig Henighan y José Antonio García - A Star Is Born (Ha nacido una estrella) – Tom Ozanich, Dean Zupancic, Jason Ruder y Steve Morrow |
| Mejor diseño de producción Presentado por: Chris Evans y Jennifer Lopez - Black Panther – Diseño de producción: Hannah Beachler; Decorados: Jay Hart - The Favourite (La Favorita) – Diseño de producción: Fiona Crombie; Decorados: Alice Felton - First Man – Diseño de producción: Nathan Crowley; Decorados: Kathy Lucas - Mary Poppins Returns (El regreso de Mary Poppins) – Diseño de producción: John Myhre; Decorados: Gordon Sim - Roma – Diseño de producción: Eugenio Caballero; Decorados: Bárbara Enrı́quez | Mejor fotografía Presentado por: Tyler Perry - Roma – Alfonso Cuarón - Cold War – Łukasz Żal - The Favourite (La Favorita) – Robbie Ryan - Werk ohne Autor (La sombra del pasado) – Caleb Deschanel - A Star Is Born (Ha nacido una estrella) – Matthew Libatique |
| Mejor maquillaje Presentado por: Elsie Fisher y Stephan James - Vice (El vicio del poder) – Greg Cannom, Kate Biscoe y Patricia Dehaney - Border – Göran Lundström y Pamela Goldammer - Mary Queen of Scots (María, reina de Escocia) – Jenny Shircore, Marc Pilcher y Jessica Brooks | Mejor diseño de vestuario Presentado por: Brian Tyree Henry y Melissa McCarthy - Black Panther – Ruth E. Carter - The Ballad of Buster Scruggs (La balada de Buster Scruggs) – Mary Zophres - The Favourite (La Favorita) – Sandy Powell - Mary Poppins Returns (El regreso de Mary Poppins) – Sandy Powell - Mary Queen of Scots (María, reina de Escocia) – Alexandra Byrne |
| Mejor montaje Presentado por: Michael Keaton - Bohemian Rhapsody – John Ottman - BlacKkKlansman (Infiltrado en el KKKlan) – Barry Alexander Brown - The Favourite (La Favorita) – Yorgos Mavropsaridis - Green Book – Patrick J. Don Vito - Vice (El vicio del poder)– Hank Corwin | Mejores efectos visuales Presentado por: Sarah Paulson y Paul Rudd - First Man – Paul Lambert, Ian Hunter, Tristan Myles y J. D. Schwalm - Avengers: Infinity War – Dan DeLeeuw, Kelly Port, Russell Earl y Dan Sudick - Christopher Robin – Christopher Lawrence, Michael Eames, Theo Jones y Chris Corbould - Ready Player One – Roger Guyett, Grady Cofer, Matthew E. Butler y David Shirk - Solo: A Star Wars Story (Han Solo: una historia de Star Wars) – Rob Bredow, Patrick Tubach, Neal Scanlan y Dominic Tuohy |

### Premios de los Gobernadores
El 8 de noviembre de 2018, durante la décima entrega anual de los Premios de los Gobernadores, se presentaron los siguientes premios:
Óscar honorífico
- Cicely Tyson (actriz).[6]
- Lalo Schifrin (compositor)[7]
- Marvin Levy (publicista)[8]

Premio en memoria de Irving Thalberg
- Kathleen Kennedy (productora)[9]
- Frank Marshall (productor)[10]

## Premios y nominaciones múltiples
| Película                                                   | Nominaciones | Premios | Ref. |
| ---------------------------------------------------------- | ------------ | ------- | ---- |
| The Favourite (La Favorita)                                | 10           | 1       |      |
| Roma                                                       | 10           | 3       |      |
| A Star Is Born (Ha nacido una estrella)                    | 8            | 1       |      |
| Vice (El vicio del poder)                                  | 8            | 1       |      |
| Black Panther                                              | 7            | 3       |      |
| BlacKkKlansman (Infiltrado en el KKKlan)                   | 6            | 1       |      |
| Bohemian Rhapsody                                          | 5            | 4       |      |
| Green Book                                                 | 5            | 3       |      |
| First Man                                                  | 4            | 1       |      |
| Mary Poppins Returns (El regreso de Mary Poppins)          | 4            | 0       |      |
| The Ballad of Buster Scruggs (La balada de Buster Scruggs) | 3            | 0       |      |
| Cold War                                                   | 3            | 0       |      |
| Can You Ever Forgive Me? (¿Podrás perdonarme algún día?)   | 3            | 0       |      |
| If Beale Street Could Talk (El blues de Beale Street)      | 3            | 1       |      |
| Isle of Dogs (Isla de perros)                              | 2            | 0       |      |
| Mary Queen of Scots                                        | 2            | 0       |      |
| Werk ohne Autor (La sombra del pasado)                     | 2            | 0       |      |
| RBG                                                        | 2            | 0       |      |